# Paratanytarsus luteola
Paratanytarsus luteola är en tvåvingeart som först beskrevs av Maurice Emile Marie Goetghebuer 1950.  Paratanytarsus luteola ingår i släktet Paratanytarsus och familjen fjädermyggor. Inga underarter finns listade i Catalogue of Life.